# Operation Corona

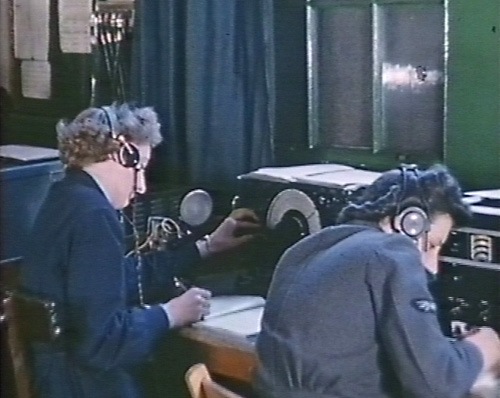
Mitarbeiterinnen der WAAF bei der Arbeit an den Funkgeräten (um 1944)

Operation Corona war im Zweiten Weltkrieg der englische Deckname einer britischen Militäroperation mit elektronischer Kampfführung, bei der deutschsprachige Angehörige der Royal Air Force (RAF) die Frequenzbänder der deutschen Luftwaffe nicht nur abhörten, sondern aktiv am Funkverkehr zwischen den Bodenfunkstellen der Luftwaffe („Leitstellen“) und deren Flugzeugen teilnahmen, insbesondere zu den Nachtjägern.
Zweck der Operation war, durch unsinnige Informationen oder widersinnige Anweisungen (englisch spoof orders) unter den deutschen Piloten Verwirrung zu stiften, deren Kampfaufträge zu behindern und nach Möglichkeit, deren Befehle zu widerrufen.

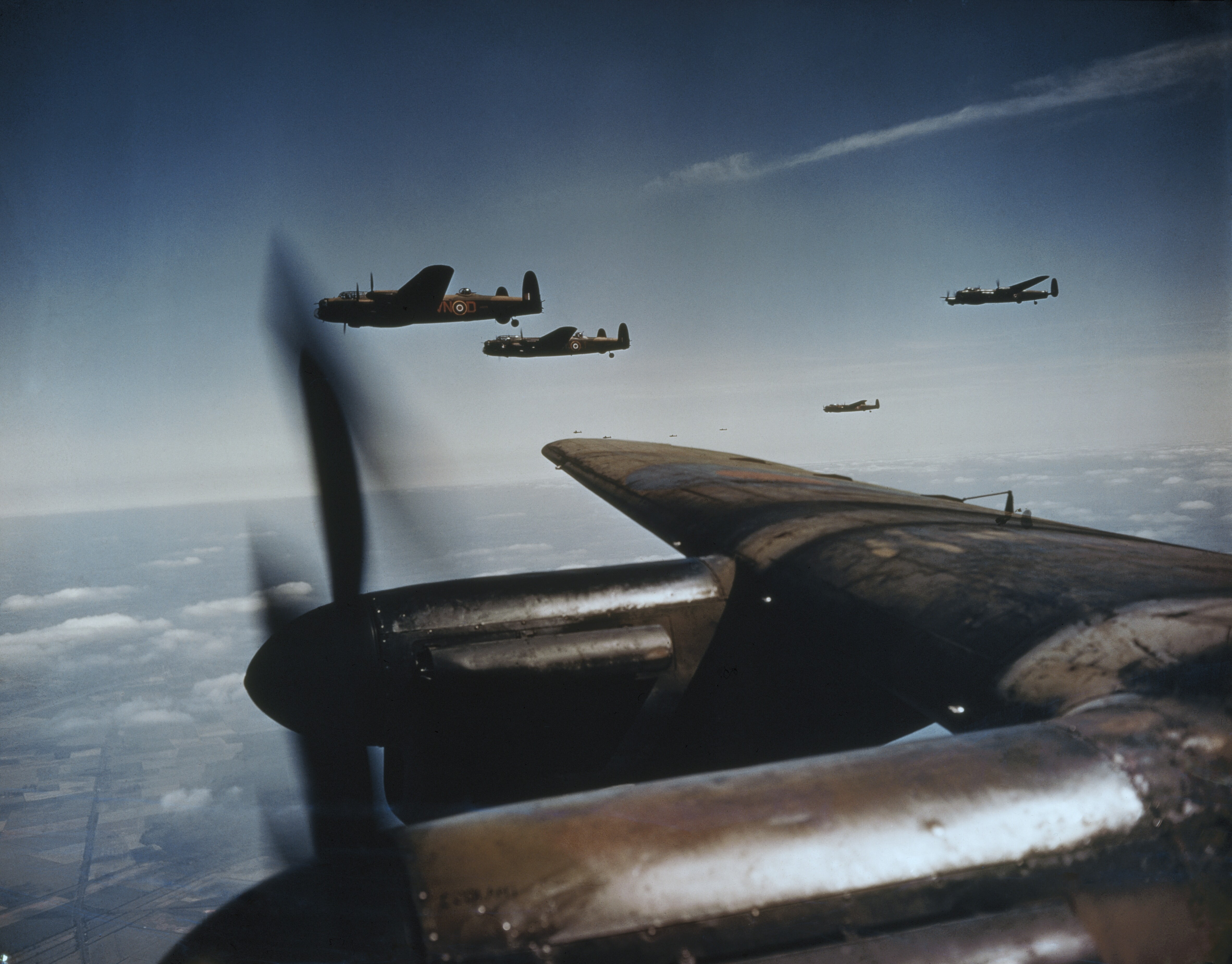
Britische Lancaster-Bomber in lockerer Flugformation (1944)

Dazu wurden britische Bodenfunkstellen mit zunächst männlichen Angehörigen der RAF besetzt. Voraussetzung für den Einsatz war eine akzentfreie Beherrschung der deutschen Sprache, im Idealfall sogar eines passenden lokalen Dialekts. Dies war bei vielen Flüchtlingen gegeben, insbesondere bei den zahllosen Menschen, die wegen ihres jüdischen Glaubens das Deutsche Reich hatten verlassen müssen und im Vereinigten Königreich Asyl gefunden hatten. Als die deutsche Seite als „Gegenmaßnahme“ weibliches Kontrollpersonal rekrutierte, konterten die Briten und setzten nun weibliche Angehörige der
Women’s Auxiliary Air Force (WAAF), einer Hilfsorganisation der RAF, ein (Bild).
Sie arbeiteten sich in die besondere Fliegersprache der Wehrmacht ein und erlernten auch viele der besonderen Kodewörter und Tarnfloskeln der Luftwaffenpiloten. Beispielsweise gelang es ihnen am 17. November 1943, als ein weiterer alliierter Luftangriff auf Ludwigshafen bevorstand, auf diese Weise mit dem auf Deutsch gesendeten Befehl „Alle Schmetterlinge gehen nach Hause“ viele der deutschen Jäger zur vorzeitigen Landung zu bewegen. Als Folge ging in dieser Nacht nur ein einziger RAF-Bomber verloren.